# Tarrare
Tarrare (circa 1772 – 1798), soms gespeld als Tarar, was een Franse entertainer, soldaat en spion die bekend stond om zijn ongewone eetlust en eetgewoonten.
Omdat hij grote hoeveelheden vlees kon eten, had hij voortdurend honger; zijn ouders konden niet voor hem zorgen en hij werd als tiener het ouderlijk huis uitgezet. Hij reisde door Frankrijk in het gezelschap van een bende sekswerkers en ruitentikkers voordat hij de opwarmings-act werd voor een reizende charlatan. Tijdens deze act slikte hij kurken, stenen, levende dieren en een hele mand appels door. Daarna bracht hij deze act naar Parijs, waar hij als straatartiest werkte.
Aan het begin van de Oorlog van de Eerste Coalitie sloot Tarrare zich aan bij het Franse Revolutionaire Leger, waar zelfs een viervoudige militaire standaardrantsoen zijn grote eetlust niet kon stillen. Hij at al het beschikbare voedsel uit goten en afvalhopen, maar zijn toestand verslechterde nog steeds door honger. Hij werd opgenomen in het ziekenhuis vanwege uitputting en werd het onderwerp van een reeks medische experimenten om zijn eetcapaciteit te testen, waarbij hij onder andere een maaltijd bestemd voor 15 mensen in één keer at, levende katten, slangen, hagedissen en puppies at, en een paling zonder te kauwen in één keer doorslikte. Ondanks zijn ongebruikelijke dieet had hij ondergewicht en, afgezien van zijn eetgewoonten, vertoonde hij geen tekenen van mentale ziekte behalve wat werd beschreven als een apathisch temperament.
Generaal Alexandre de Beauharnais besloot de frappante vaardigheid van Tarrare voor militaire doeleinden te benutten en stelde hem aan als koerier voor het Franse leger. Het plan was dat Tarrare documenten zou inslikken, de vijandelijke linies ongezien zou passeren, en de documenten uit zijn stoelgang zou recupereren zodra hij veilig zijn bestemming had bereikt. Tijdens zijn eerste missie werd hij echter door Pruisische troepen gevangengenomen, zwaar mishandeld en onderworpen aan een schijnexecutie, vooraleer hij teruggestuurd werd naar de Franse linies.
Verootmoedigd door deze ervaring stemde hij ermee in om elke procedure te ondergaan die zijn eetlust zou kunnen genezen. De procedures faalden, en de artsen konden hem niet op een gecontroleerd dieet houden; hij sloop het ziekenhuis uit om afval op te scharrelen uit goten, afvalhopen en slagerijen. Ook probeerde het bloed van andere patiënten te drinken terwijl ze aderlatingen ondergingen en de lijken in het mortuarium van het ziekenhuis op te eten. Nadat hij ervan werd verdacht een eenjarige peuter te hebben gegeten, werd hij uit het ziekenhuis gezet. Vier jaar later verscheen hij opnieuw in Versailles met een ernstig geval van tuberculose en stierf kort daarna, na een lange periode van exsudatieve diarree.